# Wierchniekołymsk
Wierchniekołymsk (ros. Верхнеколымск, jakuc. Үөһээ Халыма) – wieś w Rosji, w Jakucji, w ułusie wierchniekołymskim. W 2010 roku wieś zamieszkiwało 365 osób. 